# Aleksej Nikolajevitsj van Rusland
Aleksej Nikolajevitsj Romanov (Russisch: Алексей Николаевич Романов) (Peterhof, 12 augustus 1904 - Jekaterinenburg, 17 juli 1918) was de zoon van tsaar Nicolaas II en tsarina Alexandra Fjodorovna. Hij was na zijn zussen Olga, Tatjana, Maria en Anastasia het vijfde kind van de tsaar en tsarina. Als enige zoon was hij troonopvolger. De Duitse keizer Wilhelm II was een van Aleksejs peetooms.

## Hemofilie
Aleksej leed aan hemofilie, wat in die tijd niet te behandelen was. De tsaar had besloten deze ziekte geheim te houden voor het Russische volk, zodat de Russen zich geen zorgen hoefden te maken over de troonopvolging. Aleksej had gedurende zijn jeugd vaak interne bloedingen, waardoor hij soms niet kon lopen. Hij werd dan gedragen door zijn lijfwacht, de matroos Derevenko. Voor de bloedingen, die bijzonder pijnlijk waren, kreeg hij geen pijnstillers, om te voorkomen dat hij hieraan verslaafd zou worden. Het leek erop dat de bloedingen stopten door toedoen van de monnik en sinistere wonderdoener Raspoetin.

## Moord en begrafenis
Op 15 mei 1917 was Aleksej niet langer troonpretendent, omdat zijn vader namens zichzelf en zijn zoon afstand nam van de troon. Ruim een jaar later, op 17 juli 1918, werden de Romanovs vermoord door de communisten. Het massagraf van tsarenfamilie is in het begin van de jaren 90 gevonden. Het lichaam van Aleksej was daar niet bij en het lichaam van zijn zus Maria evenmin. Dit in tegenstelling tot wat men eerst beweerde; dat zus Anastasia afwezig zou zijn. Op 24 augustus 2007 werd door de nieuwszender EuroNews bekendgemaakt dat zeer waarschijnlijk de stoffelijke resten van Aleksej en zijn oudere zuster Maria waren gevonden. Eind april 2008 werd dit door Russische onderzoekers na DNA-tests bevestigd. Het verhaal over de ontsnapping van Aleksej en Maria of Anastasia kan daarmee definitief naar de prullenmand worden verwezen.
De stoffelijke resten van de overige familieleden werden in 1998 in de Sint-Petrus en Pauluskathedraal te Sint-Petersburg herbegraven.
Op 14 augustus 2000 werd Aleksej samen met zijn familie door de Russisch-orthodoxe Kerk tot strastoterpets verklaard, nadat de Russisch-orthodoxe Kerk in het Buitenland hem al in 1978 als martelaar heilig had verklaard. Zijn feestdag is op 4 juli.

## Kwartierstaat
| Alexander II van Rusland (1818–1881) | Alexander II van Rusland (1818–1881) | Alexander II van Rusland (1818–1881) | Alexander II van Rusland (1818–1881) | Alexander II van Rusland (1818–1881)     | Alexander II van Rusland (1818–1881)     | Marie van Hessen-Darmstadt (1824-1880)   | Marie van Hessen-Darmstadt (1824-1880)   | Marie van Hessen-Darmstadt (1824-1880)   | Marie van Hessen-Darmstadt (1824-1880)   | Marie van Hessen-Darmstadt (1824-1880) | Marie van Hessen-Darmstadt (1824-1880) |                                     |                                     | Christiaan IX van Denemarken (1818-1906)    | Christiaan IX van Denemarken (1818-1906)    | Christiaan IX van Denemarken (1818-1906)    | Christiaan IX van Denemarken (1818-1906)    | Christiaan IX van Denemarken (1818-1906)    | Christiaan IX van Denemarken (1818-1906)    | Louise van Hessen-Kassel (1817-1898) | Louise van Hessen-Kassel (1817-1898) | Louise van Hessen-Kassel (1817-1898) | Louise van Hessen-Kassel (1817-1898) | Louise van Hessen-Kassel (1817-1898)      | Louise van Hessen-Kassel (1817-1898)      |                                           |                                           | Karel van Hessen-Darmstadt (1809-1877)    | Karel van Hessen-Darmstadt (1809-1877)    | Karel van Hessen-Darmstadt (1809-1877) | Karel van Hessen-Darmstadt (1809-1877) | Karel van Hessen-Darmstadt (1809-1877)       | Karel van Hessen-Darmstadt (1809-1877)       | Elisabeth van Pruisen (1815-1885)             | Elisabeth van Pruisen (1815-1885)             | Elisabeth van Pruisen (1815-1885)             | Elisabeth van Pruisen (1815-1885)             | Elisabeth van Pruisen (1815-1885)             | Elisabeth van Pruisen (1815-1885)             |                                       |                                       | Albert van Saksen-Coburg en Gotha (1819-1861) | Albert van Saksen-Coburg en Gotha (1819-1861) | Albert van Saksen-Coburg en Gotha (1819-1861) | Albert van Saksen-Coburg en Gotha (1819-1861) | Albert van Saksen-Coburg en Gotha (1819-1861) | Albert van Saksen-Coburg en Gotha (1819-1861) | Victoria van het Verenigd Koninkrijk (1819-1901) | Victoria van het Verenigd Koninkrijk (1819-1901) | Victoria van het Verenigd Koninkrijk (1819-1901) | Victoria van het Verenigd Koninkrijk (1819-1901) | Victoria van het Verenigd Koninkrijk (1819-1901) | Victoria van het Verenigd Koninkrijk (1819-1901) |  |  |  |  |  |  |  |  |  |  |  |  |  |  |  |  |  |  |  |  |  |  |  |  |  |  |  |  |  |  |  |  |  |  |  |  |  |  |  |  |  |  |  |  |  |  |  |  |
| Alexander II van Rusland (1818–1881) | Alexander II van Rusland (1818–1881) | Alexander II van Rusland (1818–1881) | Alexander II van Rusland (1818–1881) | Alexander II van Rusland (1818–1881)     | Alexander II van Rusland (1818–1881)     | Marie van Hessen-Darmstadt (1824-1880)   | Marie van Hessen-Darmstadt (1824-1880)   | Marie van Hessen-Darmstadt (1824-1880)   | Marie van Hessen-Darmstadt (1824-1880)   | Marie van Hessen-Darmstadt (1824-1880) | Marie van Hessen-Darmstadt (1824-1880) |                                     |                                     | Christiaan IX van Denemarken (1818-1906)    | Christiaan IX van Denemarken (1818-1906)    | Christiaan IX van Denemarken (1818-1906)    | Christiaan IX van Denemarken (1818-1906)    | Christiaan IX van Denemarken (1818-1906)    | Christiaan IX van Denemarken (1818-1906)    | Louise van Hessen-Kassel (1817-1898) | Louise van Hessen-Kassel (1817-1898) | Louise van Hessen-Kassel (1817-1898) | Louise van Hessen-Kassel (1817-1898) | Louise van Hessen-Kassel (1817-1898)      | Louise van Hessen-Kassel (1817-1898)      |                                           |                                           | Karel van Hessen-Darmstadt (1809-1877)    | Karel van Hessen-Darmstadt (1809-1877)    | Karel van Hessen-Darmstadt (1809-1877) | Karel van Hessen-Darmstadt (1809-1877) | Karel van Hessen-Darmstadt (1809-1877)       | Karel van Hessen-Darmstadt (1809-1877)       | Elisabeth van Pruisen (1815-1885)             | Elisabeth van Pruisen (1815-1885)             | Elisabeth van Pruisen (1815-1885)             | Elisabeth van Pruisen (1815-1885)             | Elisabeth van Pruisen (1815-1885)             | Elisabeth van Pruisen (1815-1885)             |                                       |                                       | Albert van Saksen-Coburg en Gotha (1819-1861) | Albert van Saksen-Coburg en Gotha (1819-1861) | Albert van Saksen-Coburg en Gotha (1819-1861) | Albert van Saksen-Coburg en Gotha (1819-1861) | Albert van Saksen-Coburg en Gotha (1819-1861) | Albert van Saksen-Coburg en Gotha (1819-1861) | Victoria van het Verenigd Koninkrijk (1819-1901) | Victoria van het Verenigd Koninkrijk (1819-1901) | Victoria van het Verenigd Koninkrijk (1819-1901) | Victoria van het Verenigd Koninkrijk (1819-1901) | Victoria van het Verenigd Koninkrijk (1819-1901) | Victoria van het Verenigd Koninkrijk (1819-1901) |  |  |  |  |  |  |  |  |  |  |  |  |  |  |  |  |  |  |  |  |  |  |  |  |  |  |  |  |  |  |  |  |  |  |  |  |  |  |  |  |  |  |  |  |  |  |  |  |
|                                      |                                      |                                      |                                      |                                          |                                          |                                          |                                          |                                          |                                          |                                        |                                        |                                     |                                     |                                             |                                             |                                             |                                             |                                             |                                             |                                      |                                      |                                      |                                      |                                           |                                           |                                           |                                           |                                           |                                           |                                        |                                        |                                              |                                              |                                               |                                               |                                               |                                               |                                               |                                               |                                       |                                       |                                               |                                               |                                               |                                               |                                               |                                               |                                                  |                                                  |                                                  |                                                  |                                                  |                                                  |  |  |  |  |  |  |  |  |  |  |  |  |  |  |  |  |  |  |  |  |  |  |  |  |  |  |  |  |  |  |  |  |  |  |  |  |  |  |  |  |  |  |  |  |  |  |  |  |
|                                      |                                      |                                      |                                      | Alexander III van Rusland (1845–1894)    | Alexander III van Rusland (1845–1894)    | Alexander III van Rusland (1845–1894)    | Alexander III van Rusland (1845–1894)    | Alexander III van Rusland (1845–1894)    | Alexander III van Rusland (1845–1894)    |                                        |                                        |                                     |                                     |                                             |                                             | Dagmar van Denemarken (1847-1928)           | Dagmar van Denemarken (1847-1928)           | Dagmar van Denemarken (1847-1928)           | Dagmar van Denemarken (1847-1928)           | Dagmar van Denemarken (1847-1928)    | Dagmar van Denemarken (1847-1928)    |                                      |                                      |                                           |                                           |                                           |                                           |                                           |                                           |                                        |                                        | Lodewijk IV van Hessen-Darmstadt (1837-1892) | Lodewijk IV van Hessen-Darmstadt (1837-1892) | Lodewijk IV van Hessen-Darmstadt (1837-1892)  | Lodewijk IV van Hessen-Darmstadt (1837-1892)  | Lodewijk IV van Hessen-Darmstadt (1837-1892)  | Lodewijk IV van Hessen-Darmstadt (1837-1892)  |                                               |                                               |                                       |                                       |                                               |                                               | Alice van Saksen-Coburg en Gotha (1843-1878)  | Alice van Saksen-Coburg en Gotha (1843-1878)  | Alice van Saksen-Coburg en Gotha (1843-1878)  | Alice van Saksen-Coburg en Gotha (1843-1878)  | Alice van Saksen-Coburg en Gotha (1843-1878)     | Alice van Saksen-Coburg en Gotha (1843-1878)     |                                                  |                                                  |                                                  |                                                  |  |  |  |  |  |  |  |  |  |  |  |  |  |  |  |  |  |  |  |  |  |  |  |  |  |  |  |  |  |  |  |  |  |  |  |  |  |  |  |  |  |  |  |  |  |  |  |  |
|                                      |                                      |                                      |                                      | Alexander III van Rusland (1845–1894)    | Alexander III van Rusland (1845–1894)    | Alexander III van Rusland (1845–1894)    | Alexander III van Rusland (1845–1894)    | Alexander III van Rusland (1845–1894)    | Alexander III van Rusland (1845–1894)    |                                        |                                        |                                     |                                     |                                             |                                             | Dagmar van Denemarken (1847-1928)           | Dagmar van Denemarken (1847-1928)           | Dagmar van Denemarken (1847-1928)           | Dagmar van Denemarken (1847-1928)           | Dagmar van Denemarken (1847-1928)    | Dagmar van Denemarken (1847-1928)    |                                      |                                      |                                           |                                           |                                           |                                           |                                           |                                           |                                        |                                        | Lodewijk IV van Hessen-Darmstadt (1837-1892) | Lodewijk IV van Hessen-Darmstadt (1837-1892) | Lodewijk IV van Hessen-Darmstadt (1837-1892)  | Lodewijk IV van Hessen-Darmstadt (1837-1892)  | Lodewijk IV van Hessen-Darmstadt (1837-1892)  | Lodewijk IV van Hessen-Darmstadt (1837-1892)  |                                               |                                               |                                       |                                       |                                               |                                               | Alice van Saksen-Coburg en Gotha (1843-1878)  | Alice van Saksen-Coburg en Gotha (1843-1878)  | Alice van Saksen-Coburg en Gotha (1843-1878)  | Alice van Saksen-Coburg en Gotha (1843-1878)  | Alice van Saksen-Coburg en Gotha (1843-1878)     | Alice van Saksen-Coburg en Gotha (1843-1878)     |                                                  |                                                  |                                                  |                                                  |  |  |  |  |  |  |  |  |  |  |  |  |  |  |  |  |  |  |  |  |  |  |  |  |  |  |  |  |  |  |  |  |  |  |  |  |  |  |  |  |  |  |  |  |  |  |  |  |
|                                      |                                      |                                      |                                      |                                          |                                          |                                          |                                          |                                          |                                          | Nicolaas II van Rusland (1868–1918)    | Nicolaas II van Rusland (1868–1918)    | Nicolaas II van Rusland (1868–1918) | Nicolaas II van Rusland (1868–1918) | Nicolaas II van Rusland (1868–1918)         | Nicolaas II van Rusland (1868–1918)         |                                             |                                             |                                             |                                             |                                      |                                      |                                      |                                      |                                           |                                           |                                           |                                           |                                           |                                           |                                        |                                        |                                              |                                              |                                               |                                               |                                               |                                               | Alix van Hessen-Darmstadt (1872-1918)         | Alix van Hessen-Darmstadt (1872-1918)         | Alix van Hessen-Darmstadt (1872-1918) | Alix van Hessen-Darmstadt (1872-1918) | Alix van Hessen-Darmstadt (1872-1918)         | Alix van Hessen-Darmstadt (1872-1918)         |                                               |                                               |                                               |                                               |                                                  |                                                  |                                                  |                                                  |                                                  |                                                  |  |  |  |  |  |  |  |  |  |  |  |  |  |  |  |  |  |  |  |  |  |  |  |  |  |  |  |  |  |  |  |  |  |  |  |  |  |  |  |  |  |  |  |  |  |  |  |  |
|                                      |                                      |                                      |                                      |                                          |                                          |                                          |                                          |                                          |                                          | Nicolaas II van Rusland (1868–1918)    | Nicolaas II van Rusland (1868–1918)    | Nicolaas II van Rusland (1868–1918) | Nicolaas II van Rusland (1868–1918) | Nicolaas II van Rusland (1868–1918)         | Nicolaas II van Rusland (1868–1918)         |                                             |                                             |                                             |                                             |                                      |                                      |                                      |                                      |                                           |                                           |                                           |                                           |                                           |                                           |                                        |                                        |                                              |                                              |                                               |                                               |                                               |                                               | Alix van Hessen-Darmstadt (1872-1918)         | Alix van Hessen-Darmstadt (1872-1918)         | Alix van Hessen-Darmstadt (1872-1918) | Alix van Hessen-Darmstadt (1872-1918) | Alix van Hessen-Darmstadt (1872-1918)         | Alix van Hessen-Darmstadt (1872-1918)         |                                               |                                               |                                               |                                               |                                                  |                                                  |                                                  |                                                  |                                                  |                                                  |  |  |  |  |  |  |  |  |  |  |  |  |  |  |  |  |  |  |  |  |  |  |  |  |  |  |  |  |  |  |  |  |  |  |  |  |  |  |  |  |  |  |  |  |  |  |  |  |
|                                      |                                      |                                      |                                      |                                          |                                          |                                          |                                          |                                          |                                          |                                        |                                        |                                     |                                     |                                             |                                             |                                             |                                             |                                             |                                             |                                      |                                      |                                      |                                      |                                           |                                           |                                           |                                           |                                           |                                           |                                        |                                        |                                              |                                              |                                               |                                               |                                               |                                               |                                               |                                               |                                       |                                       |                                               |                                               |                                               |                                               |                                               |                                               |                                                  |                                                  |                                                  |                                                  |                                                  |                                                  |  |  |  |  |  |  |  |  |  |  |  |  |  |  |  |  |  |  |  |  |  |  |  |  |  |  |  |  |  |  |  |  |  |  |  |  |  |  |  |  |  |  |  |  |  |  |  |  |
|                                      |                                      |                                      |                                      |                                          |                                          |                                          |                                          |                                          |                                          |                                        |                                        |                                     |                                     |                                             |                                             |                                             |                                             |                                             |                                             |                                      |                                      |                                      |                                      |                                           |                                           |                                           |                                           |                                           |                                           |                                        |                                        |                                              |                                              |                                               |                                               |                                               |                                               |                                               |                                               |                                       |                                       |                                               |                                               |                                               |                                               |                                               |                                               |                                                  |                                                  |                                                  |                                                  |                                                  |                                                  |  |  |  |  |  |  |  |  |  |  |  |  |  |  |  |  |  |  |  |  |  |  |  |  |  |  |  |  |  |  |  |  |  |  |  |  |  |  |  |  |  |  |  |  |  |  |  |  |
|                                      |                                      |                                      |                                      | Olga Nikolajevna van Rusland (1895-1918) | Olga Nikolajevna van Rusland (1895-1918) | Olga Nikolajevna van Rusland (1895-1918) | Olga Nikolajevna van Rusland (1895-1918) | Olga Nikolajevna van Rusland (1895-1918) | Olga Nikolajevna van Rusland (1895-1918) |                                        |                                        |                                     |                                     | Tatjana Nikolajevna van Rusland (1897–1918) | Tatjana Nikolajevna van Rusland (1897–1918) | Tatjana Nikolajevna van Rusland (1897–1918) | Tatjana Nikolajevna van Rusland (1897–1918) | Tatjana Nikolajevna van Rusland (1897–1918) | Tatjana Nikolajevna van Rusland (1897–1918) |                                      |                                      |                                      |                                      | Maria Nikolajevna van Rusland (1899-1918) | Maria Nikolajevna van Rusland (1899-1918) | Maria Nikolajevna van Rusland (1899-1918) | Maria Nikolajevna van Rusland (1899-1918) | Maria Nikolajevna van Rusland (1899-1918) | Maria Nikolajevna van Rusland (1899-1918) |                                        |                                        |                                              |                                              | Anastasia Nikolajevna van Rusland (1901-1918) | Anastasia Nikolajevna van Rusland (1901-1918) | Anastasia Nikolajevna van Rusland (1901-1918) | Anastasia Nikolajevna van Rusland (1901-1918) | Anastasia Nikolajevna van Rusland (1901-1918) | Anastasia Nikolajevna van Rusland (1901-1918) |                                       |                                       |                                               |                                               | Aleksej Nikolajevitsj van Rusland (1904–1918) | Aleksej Nikolajevitsj van Rusland (1904–1918) | Aleksej Nikolajevitsj van Rusland (1904–1918) | Aleksej Nikolajevitsj van Rusland (1904–1918) | Aleksej Nikolajevitsj van Rusland (1904–1918)    | Aleksej Nikolajevitsj van Rusland (1904–1918)    |                                                  |                                                  |                                                  |                                                  |  |  |  |  |  |  |  |  |  |  |  |  |  |  |  |  |  |  |  |  |  |  |  |  |  |  |  |  |  |  |  |  |  |  |  |  |  |  |  |  |  |  |  |  |  |  |  |  |